# Perdas e ganhos
Perdas e ganhos è il secondo album in studio della cantautrice brasiliana Liah, pubblicato il 20 aprile 2005.

## Tracce
Testi e musiche di Liah Soares, eccetto dove indicato.
1. Só um sinal – 3:11
2. Tarde demais – 3:12
3. Perdas e ganhos – 3:57
4. Em qualquer lugar – 3:20
5. Me insinuando – 3:26
6. Quem me dera – 3:30
7. O troco – 3:01
8. Houve um tempo – 3:33
9. Dúvidas – 3:40
10. O que eu sinto – 3:29
11. Tudo que eu sempre quis – 3:15
12. Tarde negra – 3:53 (Tiziano Ferro - adattamento portoghese: Liah Soares)